# Sittine à queue rousse
Microxenops milleri
Genre
Espèce
Synonymes
- Xenops milleri (Chapman, 1914)

Statut de conservation UICN

 LC  : Préoccupation mineure
La Sittine à queue rousse (Microxenops milleri), unique représentant du genre Microxenops, est une espèce d'oiseaux de la famille des Furnariidae.

## Répartition
Cet oiseau peuple l'Amazonie et l'Est du plateau des Guyanes.